# Giulio Clovio
Giulio Clovio [džúlijo klóvijo], (Julije Klović (1498, Grižane – 5. leden 1578, Řím) byl italský malíř miniatur a iluminátor rukopisů, narozený na území dnešního Chorvatska (tehdy Uherska), asi 30 km jihovýchodně od Rijeky.

## Život
O jeho životě není mnoho informací, základním zdrojem je proslulá Vasariho kniha životopisů malířů - podle ní přišel do Itálie ve věku 18 let a vstoupil do služby u Marino Grimaniho. Pro Grimaniho pracoval tři roky a dělal pro něj návrhy medailí. Grimani ho pak doporučil římskému Giulio Romanovi, jako vhodného žáka miniaturní malby. Učil se u něj pravděpodobně někdy před rokem 1524, po tomto datu Clovio působil již v Mantově. Poté odešel načas do Uherska, do služeb krále Ludvíka Jagellonského. Po jeho smrti v roce 1526 se vrátil do Říma a vstoupil do služby kardinála Lorenzo Campeggia. Vasari říká, že v této době začal kopírovat Michelangela. Později tvořil často kopie též Raffaelových děl.
Během vyplenění Říma (Sacco di Roma) roku 1527 byl nakrátko uvězněn, ale podařilo se mu prchnout do Mantovy, kde vstoupil do řádu salvatoriánů. Po třech letech se přestěhoval do kláštera v Candianě nedaleko Padovy, kde se v oboru miniaturní malby stal žákem Girolama dai Libri. Poté se svolením papeže znovu vstoupil do služby kardinála Grimaniho, pak legáta Uffizia di Nostra Donna ve městě Perugia. Uffiziův komentář k Pavlově listu Římanům iluminoval, a to mezi lety 1535-1539. Pro kardinála Alessandra Farneseho z Říma Clovio devět let vytvářel knihu 26 miniaturních obrazů (datována 1546), proslulé Farneseho hodinky.
Od srpna 1552 působil ve Florencii, neboť tam roku 1551 odešel jeho podporovatel Farnese. Zde vytvořil obraz Ukřižování (Uffizi), a to kolem roku 1553 pro Cosima I. Toho roku se vrátil do Říma, kde se setkal s Pieterem Bruegelem starším, s nímž pak také spolupracoval. Odborníci se dodnes přou o to, zda některé z Cloviových miniatur nevytvořil právě Bruegel.
Clovio posléze doprovázel Farneseho do Parmy, roku 1557 působil ve městě Piacenza, v letech 1559-1560 v Correggiu. Papežská bula z dubna 1560 ho přinutila vrátit se do klástera v Candianě, v srpnu 1560 už byl ale ve městě Caprarola. V pozdních letech pravděpodobně pracoval pro Francesca I. de Medici ve Florencii a pro papeže Pia V.
Zachoval se též dopis ze 16. listopadu 1570, v němž Clovio doporučuje mladého El Greca, který právě přicestoval do Říma, kardinálu Farnesemu . Na Cloviovu přímluvu byl El Greco ubytován v kardinálově paláci, kde se seznamoval s dalšími umělci pracujícími pro kardinála. Byl mezi nimi i Bartholomeus Spranger, který přicestoval do Říma již v roce 1566 a na Cloviovu přímluvu byl přijat kardinálem jako Cloviův spolupracovník Spranger v Římě zůstal i po Cloviově smrti a do Vídně (později do Prahy) odešel až v roce 1576.